# Abou Soda
Abou Soda était un émir berbère de Tlemcen de la tribu des Banou Ifren et des Berbères zénètes,.

## Biographie
Ibn Khaldoun a rapporté dans son livre El Mokadima un poème écrit par les Hilaliens sur la mort d'Abou Soda el Ifrenides, émir zenatien, qui a opposé une vive résistance en Ifrîkiya et dans le Zab de l'époque. 
Abou Soda était un vizir berbère de Tlemcen, au temps du souverain Yala Bakhti de Tlemcen des Maghraouides, il a combattu les Hilaliens en Afrique du Nord, ces derniers l'ont tué en 1058.
La dynastie des Hammadides est vaincu ainsi que les Zénètes et le Maghreb subira une grande transformation à la suite de cette défaite,.